# Юрмиязбаш
Юрмиязбаш (баш. Юрмиязбаш) — деревня в Татышлинском районе Республики Башкортостан Российской Федерации. Входит в состав Курдымского сельсовета. 

## География

### Географическое положение
Расстояние до:
- районного центра (Верхние Татышлы): 25 км,
- центра сельсовета (Старый Курдым): 2 км,
- ближайшей ж/д станции (Куеда): 23 км.

## Население
| 2002 | 2009 | 2010 |
| ---- | ---- | ---- |
| 88   | ↘77  | ↘72  |

Национальный состав
Согласно переписи 2002 года, преобладающая национальность — башкиры (90 %).